# Back from the Dead
Back from the Dead – piąty album amerykańskiej grupy deathmetalowej Obituary. Wydawnictwo ukazało się 22 marca 1997 roku nakładem Roadrunner Records. Płyta zadebiutowała na 25. miejscu listy Top Heatseekers w Stanach Zjednoczonych. 

## Lista utworów
Opracowano na podstawie materiału źródłowego.
| Nr  | Tytuł utworu         | Długość |
| --- | -------------------- | ------- |
| 1.  | „Threatening Skies”  | 2:19    |
| 2.  | „By the Light”       | 2:55    |
| 3.  | „Inverted”           | 2:53    |
| 4.  | „Platonic Disease”   | 4:06    |
| 5.  | „Download”           | 2:45    |
| 6.  | „Rewind”             | 4:03    |
| 7.  | „Feed on the Weak”   | 4:15    |
| 8.  | „Lockdown”           | 4:11    |
| 9.  | „Pressure Point”     | 2:25    |
| 10. | „Back from the Dead” | 5:12    |
| 11. | „Bullituary” (Remix) | 3:43    |
|     |                      | 38:47   |

## Twórcy
Opracowano na podstawie materiału źródłowego.
| - John Tardy – śpiew - Allen West – gitara prowadząca - Trevor Peres – gitara rytmiczna - Frank Watkins – gitara basowa - Donald Tardy – perkusja | - Christopher Spahr – asystent inżyniera dźwięku - Jamie Locke – inżynieria dźwięku, produkcja muzyczna, miksowanie |

## Wydania
Opracowano na podstawie materiału źródłowego.
| Rok  | Nr katalogowy | Format | Wytwórnia          | Kraj              |
| ---- | ------------- | ------ | ------------------ | ----------------- |
| 1997 | RR 8831-2     | CD     | Roadrunner Records | Stany Zjednoczone |